# 느헤미야기

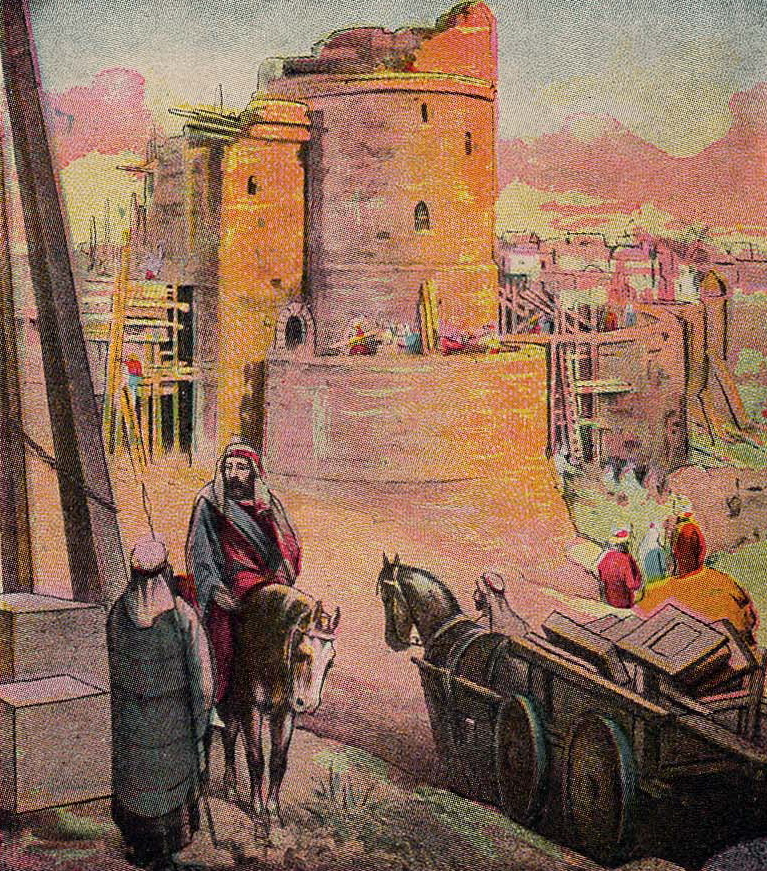

느헤미야(히브리어: ספר נחמיה, 그리스어: Νεεμίας, 영어: Book of Nehemiah) 또는 느헤미야기는 구약성경의 한 책으로서, 페르시아 제국의 고위관리였던 느헤미야가 '하나님의 도성' 예루살렘의 성벽을 52일 만에 재건한 이야기를 담은 기록이다.

## 내용
느헤미야는 에스라를 통해 기록된 성전 건축 이후의 상황들을 이야기해 주고 있다. 당시 예루살렘에서는 페르시아의 왕 키루스 2세 보졸그에 의해 성전 건축이 시작되었는데, 몇십 년이 지나서야 비로소 완공이 되었다. 그 이후에 예언자 에스라는 성회를 열어 부흥을 일으켰으나, 아직 예루살렘에는 성벽이 없었다. 당시 왕의 헌작시종을 맡고 있던 느헤미야는 이 소식을 듣고 고심하며 기도하던 끝에 왕에게 간청하여, 유대 지방의 총독으로 임명 받고, 건축에 필요한 재정지원도 약속을 받게 된다.
하지만 도착한 예루살렘에서 그를 기다리고 있었던 것은 산발랏과 도비야 등의 도발과, 힘들어 하는 백성들의 마음을 다잡아야 하는 어려운 과정들이었다. 하지만 이러한 어려움을 극복하고, '한 손에 쟁기를 들고, 한 손에 무기를 들고' 계속된 성벽 공사는 건축 52일 만에 완성되었고, 느헤미야는 성벽의 봉헌식을 하나님께 드리게 된다. 이후 에스라와 뜻을 모아 다시 한번 성회가 일어나고, 이스라엘 사람들은 하나님께 마음을 돌이키기로 결단한다.